# Echobrain
Echobrain – debiutancki album zespołu EchoBrain wydany 3 maja 2002 roku nakładem Chophouse Records oraz Surfdog. Producentem albumu był Brian Joseph Dobbs oraz zespół.

## Lista utworów
1. „Colder World”
2. „The Feeling Is Over”
3. „Spoonfed”
4. „Adrift”
5. „Keep Me Alive”
6. „Ghosts”
7. „SuckerPunch”
8. „Highway 44”
9. „I Drank You”
10. „Cryin' Shame”

## Twórcy
- Brian Sagrafena – perkusja
- Jason Newsted – gitara basowa
- Dylan Donkin – wokal, gitary

- Sophia – wokal w utworach Highway 44, Keep Me Alive, Colder World.
- David Teie – wiolonczela
- James Brett – instrumenty klawiszowe
- Jennifer Cline – skrzypce
- Jeremy Constant – skrzypce
- Adam Donkin – harmonijka ustna w utworze I Drank You
- Kirk Hammett – gitara w utworze SuckerPunch
- Jim Martin – gitara, banjo w utworach Spoonfed i The Crazy Song (ukryta ścieżka).